# ジョージ・ベロ
ジョージ・オルワシュン・ベロ（George Oluwaseun Bello、2002年1月22日 - ）は、ナイジェリア出身のプロサッカー選手。ポジションはDF。ブンデスリーガ・アルミニア・ビーレフェルト所属。アメリカ代表。

## 経歴

### クラブ
アトランタ・ユナイテッドFCのアカデミー出身。2017年6月、チームメイト2人と共にクラブとホームグロウンプレーヤー契約を結んだ。この契約は2018年シーズンから有効となる。2018年3月31日、リザーブチームのアトランタ・ユナイテッドFC 2の試合に出場しプロデビューを果たした。9月2日のD.C. ユナイテッド戦でトップチームデビュー。10月6日のニューイングランド・レボリューション戦でプロ初ゴールを決めた。
2022年1月31日、アルミニア・ビーレフェルトと2026年までの契約を締結したことが発表された。

### 代表
ナイジェリア生まれであるが、幼少期からアメリカに居住していたためアメリカ代表でのプレーを選んだ。
2019年10月、ブラジルで開催されたFIFA U-17ワールドカップにU-17代表の一員として参加した。同大会では2試合に出場したが、チームはグループステージ敗退に終わった。

## 人物
ナイジェリアの首都アブジャで生まれ、1歳の時に家族と共にアメリカ合衆国に移住。ジョージア州ダグラス郡のダグラスビルで育った。
父親はアマチュアのサッカー選手だった。